# Episodi di Hudson & Rex (settima stagione)
La settima stagione della serie televisiva Hudson & Rex, composta da 8 episodi, è stata trasmessa sul canale canadese Citytv dall'11 gennaio all'11 marzo 2025.
In Italia, la stagione sarà trasmessa in prima visone assoluta su Rai 3.
| nº | Titolo originale               | Titolo italiano | Prima TV Canada Citytv | Prima TV in Italia Rai3 |
| -- | ------------------------------ | --------------- | ---------------------- | ----------------------- |
| 1  | Double Dog Dare                |                 | 4 gennaio 2025         |                         |
| 2  | A Room with a Clue             |                 | 21 gennaio 2025        |                         |
| 3  | Shuck Everlasting              |                 | 28 gennaio 2025        |                         |
| 4  | K9: The Rext Generation        |                 | 4 febbraio 2025        |                         |
| 5  | In From the Cold               |                 | 11 febbraio 2025       |                         |
| 6  | Bee-Deviled                    |                 | 18 febbraio 2025       |                         |
| 7  | Kiss the Cod and Make Them Die |                 | 25 febbraio 2025       |                         |
| 8  | Hot Prowl in the City          |                 | 11 marzo 2025          |                         |

## Double Dog Dare
- Titolo originale: Double Dog Dare
- Diretto da: Felipe Rodriguez
- Scritto da: Mary Pedersen

## A Room with a Clue
- Titolo originale: A Room with a Clue
- Diretto da: Felipe Rodriguez
- Scritto da: Joseph Milando

## Shuck Everlasting
- Titolo originale: Shuck Everlasting
- Diretto da: Harvey Crossland
- Scritto da: Jason Whiting

## K9: The Rext Generation
- Titolo originale: K9: The Rext Generation
- Diretto da: Harvey Crossland
- Scritto da: Graeme Stewart

## In From the Cold
- Titolo originale: In From the Cold
- Diretto da: a Jerry Ciccoritti
- Scritto da: Jackie May e Céleste Parr

## Bee-Deviled
- Titolo originale: Bee-Deviled
- Diretto da: Kevin Hanchard
- Scritto da: Cal Coons

## Kiss the Cod and Make Them Die
- Titolo originale: Kiss the Cod and Make Them Die
- Diretto da: Deanne Foley
- Scritto da: Joseph Milando

## Hot Prowl in the City
- Titolo originale: Hot Prowl in the City
- Diretto da: Deanne Foley
- Scritto da: Jennifer Kassabian